# Pouteria foveolata
Pouteria foveolata là một loài thực vật thuộc họ Sapotaceae. Loài này có ở Costa Rica và Nicaragua.